# Mutter-Teresa-Platz

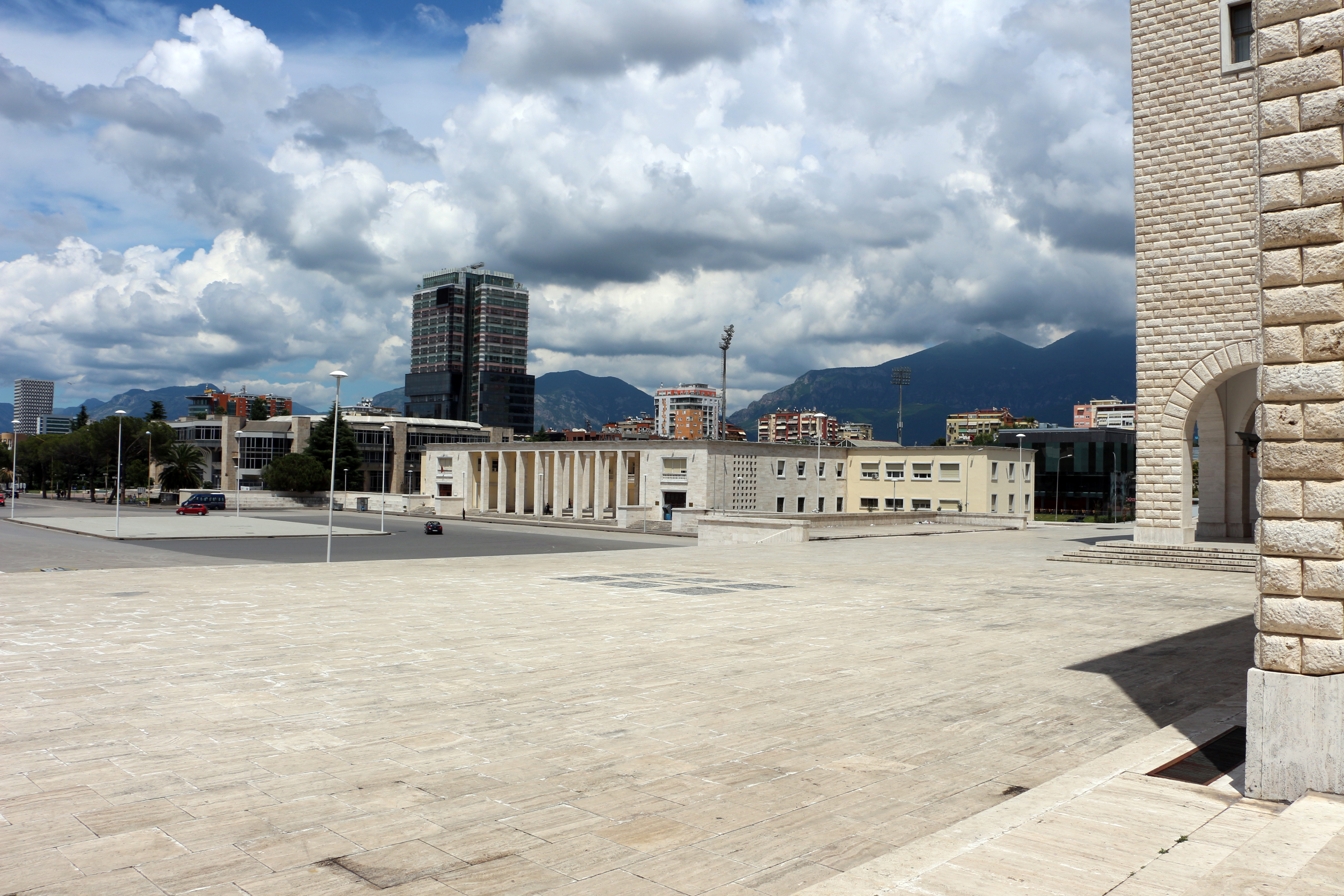
Der Mutter-Teresa-Platz von der Universität aus Richtung Museum gesehen

Der Mutter-Teresa-Platz (albanisch Sheshi Nënë Tereza; Aussprache: [ˈʃɛˌʃi ˈnəˌn(ə) ˌtɛˈɾɛˌza]) ist ein Platz im Süden des Zentrums von Tirana, der Hauptstadt Albaniens. Er bildet den südlichen Abschluss des Bulevardi Dëshmorët e Kombit, der zentralen Achse der Stadt. An seiner südwestlichen Ecke ist er mit der Rruga Lekë Dukagjini und an seiner südöstlichen Ecke mit dem Italia-Platz verbunden. Er befindet sich auf 110 Meter über Meer.
Der Mutter-Teresa-Platz ist neben dem Skanderbeg-Platz einer der wichtigsten Plätze der albanischen Hauptstadt. Auf ihm werden oft Bürgerproteste abgehalten, und teilweise dient er auch als Anfangs- oder Endpunkt eines Protestzugs, der über den nördlichen Boulevard zum Skanderbeg-Platz führt. Der Platz hat aber nicht nur eine politische und gesellschaftliche Bedeutung, sondern ist auch ein Zentrum der Kultur und Bildung Albaniens: Mit der Universität Tirana, der Polytechnischen Universität Tirana, der Universität der Künste Tirana, dem Archäologischen Nationalmuseum und dem Zentrum für Albanologische Studien haben bedeutende Institutionen der Kultur, Forschung und Wissenschaft ihren Sitz am Mutter-Teresa-Platz.

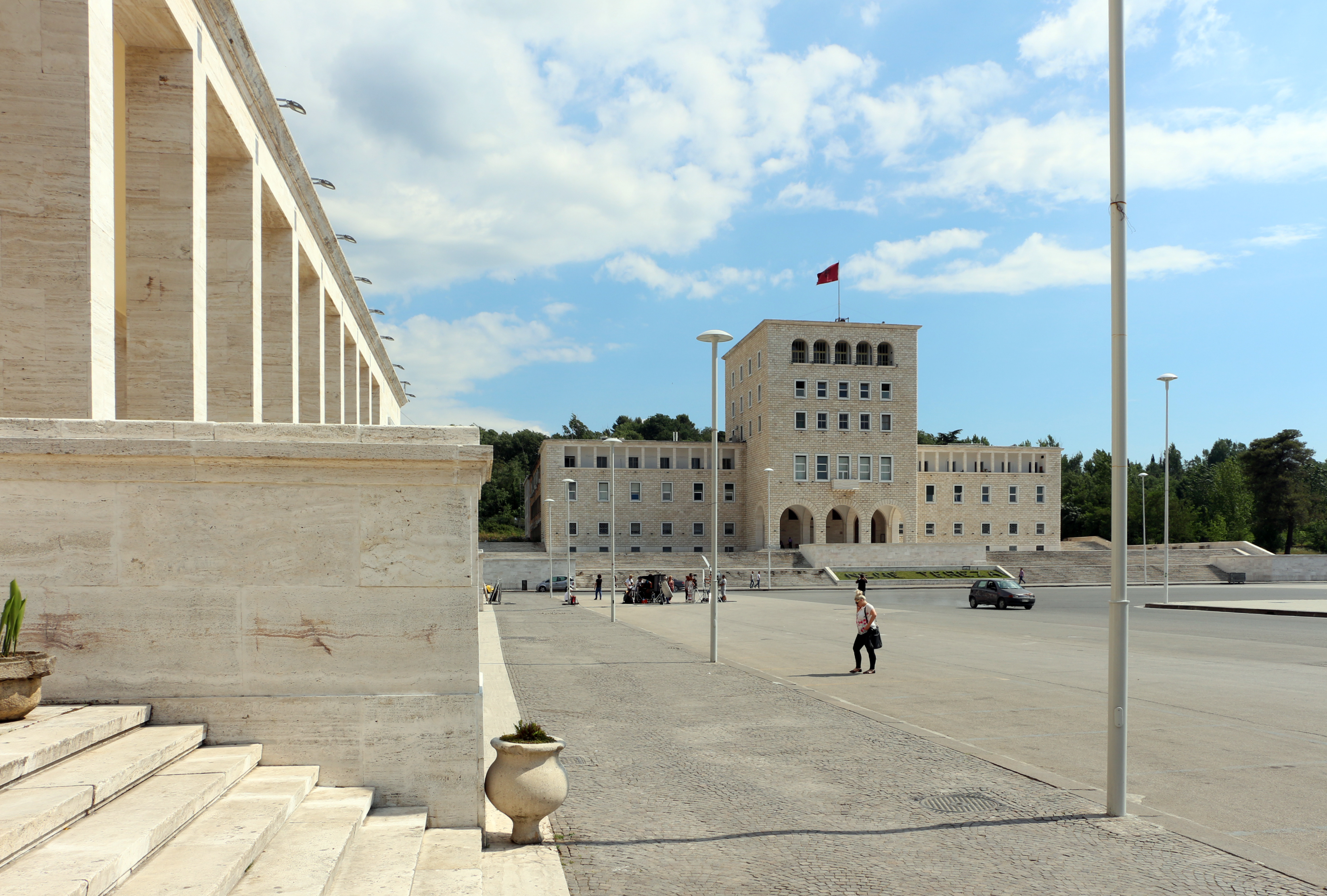
Blick von den Stufen des Museums zum Universitätsgebäude

Der rechteckige Platz ist für den Verkehr freigegeben. An den Rändern ist er von gebührenpflichtigen Parkplätzen gesäumt. In der Mitte befindet sich heute ein leicht erhöhtes, ebenfalls rechteckiges Podest für Passanten. Noch vor einigen Jahren befand sich an dieser Stelle ein mehrstufiger Brunnen. Unter dem neuen Bürgermeister Erion Veliaj wurde der Platz im Sommer 2015 jeden Abend für den Verkehr gesperrt und als Fußgängerzone und Freifläche für Fahrradfahrer genutzt. Im Dezember 2015 wurde auf dem Platz ein Weihnachtsmarkt ausgerichtet.
Der Platz misst rund 130 Meter Länge und 95 Meter Breite. An der westlichen Länge steht das Gebäude der Universität der Künste Tirana, während an der östlichen Länge sich das Archäologische Nationalmuseum befindet. Eine Kolonnade verbindet die zwei Gebäudeeinheiten des Museums miteinander und bildet einen Durchgang vom Mutter-Teresa-Platz zum östlich benachbarten Italia-Platz, auf dessen gegenüberliegenden Seite das Air Albania Stadium liegt. Dominiert wird der Platz jedoch durch das Hauptgebäude der Polytechnischen Universität. Es befindet sich an der südlichen Breite des Platzes in Verlängerung des Boulevards und ist, ebenfalls über Treppenstufen zu erreichen, etwas höher gelegen als die anderen Gebäude. Der Platz ist nach Nordnordwesten zum Boulevard hin ausgerichtet. Hinter den Parkplätzen und Gehsteigen führen bei allen drei anderen Seiten Steintreppen hinauf zu den drei markanten Gebäuden des Platzes.
Der von Kolonnaden und Prachtbauten umgebene Mutter-Teresa-Platz und der hinzuführende Boulevard wurden nach der Besetzung Albaniens durch die Italiener im Frühjahr 1939 als Einheit angelegt. Die italienischen Faschisten nannten den Boulevard und den Platz Viale del Impero und Piazza del Littorio („Platz des Liktors“). Verantwortlicher Architekt war Gherardo Bosio. Das dominierende Gebäude wurde ab 1940 als Casa di Fascio errichtet; 1957 wurde im ehemaligen Sitz der Faschisten die erste Universität Albaniens gegründet. Der Bau der Kunstuniversität (früher Akademia e Arteve) ist im 1940 errichteten Theater Opera Dopolavoro Albanese untergebracht. Das gegenüberliegende Gebäude wurde damals als Palazzo della Gioventù del Littorio Albanese, den Palast der faschistischen Jugendorganisation Albaniens erbaut. Wie die ganze Anlage stammen auch diese Gebäude von Architekten Gherardo Bosio. Vor der Anlage der Prachtbauten stand in dieser Gegend die Prokopios-Kirche, die erste orthodoxe Kirche Tiranas aus den 1780er Jahren.
Der Platz ist nach Mutter Teresa benannt, ihr zu Ehren steht auf der Seite der Universität der Künste eine kleine Statue.